# Brandon Valentine-Parris
Brandon Valentine-Parris (* 17. April 1995 in Kingstown) ist ein vincentischer Leichtathlet.

## Karriere
Valentine-Parris trat bei den Olympischen Spielen 2016 in Rio de Janeiro an.